# القافلة الثقافية السورية

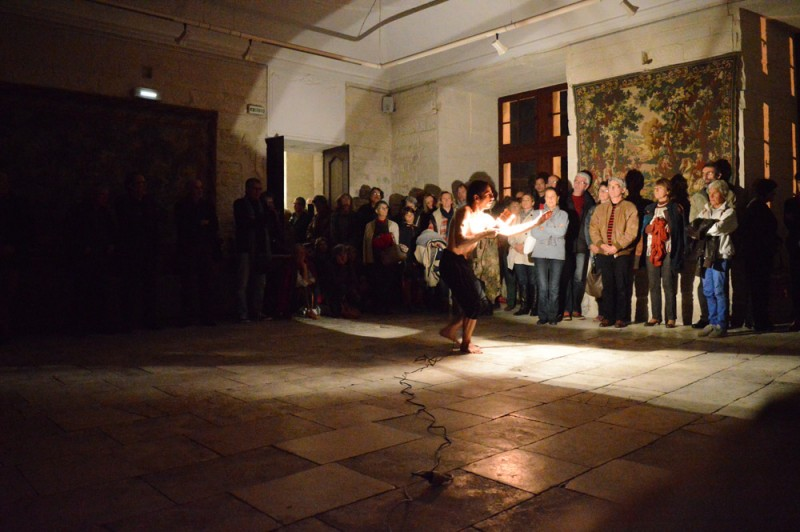
رقص، سانت جوليان، إياس المقداد 16 أكتوبر 2015

القافلة الثقافية السورية هي حركة فنية وثقافية بقيادة فنانين سوريين. بدأ المشروع في عام 2014 تحت مسمى «الحرية للشعب السوري»، أخذت طابع الرحلة الطويلة، منطلقةً من فرنسا إلى بقية أرجاء أوروبا. عقب تلقي الحركة نجاحاً في 2014، أصبحت الحركة تعرف باسم «القافلة الثقافية السورية». يهدف المشروع لجمع مختلف الفنانين في معرض متعدد الفنون، والجمع بين رسم اللوحات، والتصوير الفوتوغرافي، والرقص، والموسيقى، وعرض الأفلام، إلى جانب إقامة المناظرات، ومشاركة الطعام. الغرض من هذا المشروع هو «التعريف بالمجتمع المدني السوري، والفن السوري المعاصر، وكذلك الثقافة»، من خلال السخرية من توقعات الشعب. يخلق الفنانون منصة لطرح جانبهم من القصة؛ رداً على قصص وسائل الأعلام.

## مسار القافلة الثقافية السورية
بدأت رحلة القافلة الثقافية السورية في 12 يوليو 2014، في باريس. انطلقت إلى جنوب فرنسا، فإيطاليا، فألمانيا، ولغاية مدينة بروكسل في 28 سبتمبر 2018. حقق المشروع نجاحاً باهراً، بعد توقفه في 14 موقعاً، وقطعه لأكثر من 6,500 كم، ما شجع الفنانين بالقيام برحلة أخرى في 2015، وقطع 10,000 كم، والظهور في 11 موقعاً آخر. وهناك خطط لانطلاق القافلة الثقافية في صيف 2016 أيضاً.

### 2014
بدأت القافلة الثقافية مغامرتها في 12 يوليو 2014. وقد نُظِمَت فعالية احتفالاً بانطلاق المشروع، لكنها لُغيت في آخر لحظة بسبب الطقس، في كارتوشري دي فينسن، أمام مسرح الشمس. كانت محطة القافلة الثقافية الأولى في منطقة جارد، حيث أقامت عرضاً في 9 بلدات مختلفة، هي:
- فون-سور-لوسانس (Fons-sur-Lussans)، في 15 يوليو2014.
- لوسان (Lussan)، في 16 يوليو 2014.
- لاليكو (La Lèque)، في 17 يوليو 2014.
- ميز (Mèze) في 18 يوليو 2014.
- أفيغنون (Avignon)، في 19 يوليو 2014.
- موكوم (Mucem)، في مارسيليا، في 21 و22 يوليو 2014.
- بونيوكس (Bonnieux)، في 23 يوليو 2014.
- سانت-امانت-روش-سافين (Saint-Amant-Roche-Savine)، في 25 يوليو 2014 احتفالاً بعيد بيل روج.[3]
- ليون (Lyon)، 26 يوليو 2014.

ثم اجتازت القافلة الثقافية الحدود الأوروبية وصولاً إلى إيطاليا، وألمانيا. في:
- ميلانو (Milan)، في 2 أغسطس 2014.
- برلين (Berlin)، في 7 أغسطس 2014.

بعد ذلك، عادت إلى شمال شرق باريس، وتوقفت في مدينتين، هما:
- ستراسبورغ (Strasbourg)، في 22 و23 أغسطس 2014.[4]
- ميتز (Metz)، في 25 و26 أغسطس 2014.[5][6]

وانتهت الجولة في مركز الفنون الجميلة في بروكسل (Brussels)، في 28 سبتمبر.
في النهاية، عادت القافلة إلى باريس وشاركت بمهرجان باستيل كوارتيه ليبر (Bastille Quartier Libre)، في 11 أكتوبر. عموماً، شملت رحلة القافلة أربع دول، ونظمت 17 عرضاً في 14 مدينة وبلدة مختلفة، تضمنت هذه العروض: 15 معرضاً فنياً، و3 حفلات شعرية، و5 مسرحيات، و3 مؤتمرات، و9 عروض أفلام، وعرضين راقصين.

### 2015
على أثر تلقي القافلة نجاح ضخم أثناء جولة الصيف لعام 2014، نظمت قافلة الثقافة السورية رحلة أخرى لربيع وصيف 2015، معتمدة على الدعوات التي تلقتها من مختلف المدن ومراكز الفنون. خلال الربيع، اتجهت إلى شمال أوروبا.
- في مدينة برغن النرويجية، من 29 إلى 30 مايو 2015. أدى الفنانون في مهرجان برغن الدولي، بعد أن دعاهم معرض كينيبسو (Knipsu) للمهرجان،[9] في حدث يجمع بين الثقافة والفن. وأيدت مدينة برغن ومؤسسة حرية الكلام في أوسلو هذه المناسبة.[10]
- في بولهايم، ألمانيا، من 4 إلى 7 يونيو 2015. شاركت القافلة في معرض الفن المعاصر التابع لأرت بول (Art' Pu:l).[11]
- في بوخم، ألمانيا، 9 يونيو 2015، لبّت دعوة منظمة إيفاك.

في صيف 2015، بدأت الحافلة رحلتها من باريس من منطقة (Paris at Le Point Éphémère) في 18 يوليو. وأقاموا عرضاً آخر في مركز الثقافة الباريسية البديل في 19 يوليو، ثم انطلقوا لمنطقة جارد:
- أليس (Ales)، في 23 يوليو 2015.
- يوزس (Uzès)، في 26 يوليو 2015.
- مونتكلوس (Montclus)، في 30 يوليو 2015.
- لاليكو (Lèque)، 6 أغسطس 2015.
- لاروش كانيلاك (La Roche Canilhac)، في 8 أغسطس 2015.
- سانت-جوليان-لي-روسيرس (Saint-Julien-les-Rosiers) وبارجاك (Barjac)، في 16 و17 أكتوبر 2015.

في سبتمبر، تجاوزت القافلة الحدود مرة أخرى للوصول إلى برشلونة.

## تنسيقات القافلة المتعددة
تقدم القافلة الثقافية السورية معرضاً متعدد الأشكال، وتحشد مختلف وسائل الأعلام في أماكن عرض متنوعة، وتتضمن فنانين من أصول عدة.
تستخدم القافلة الثقافية السورية العديد من الفنون المتنوعة. وتشمل بذلك الفنون البصرية، مثل: الرسم، والتصوير. لكن في نفس الوقت، يجمع المعرض بين عروض الرقص والموسيقى، والقصائد، وإعداد الأفلام. وتعد المناظرات جزءًا مهمًا من المعرض، وكذلك إعداد وجبة الطعام ومشاركتها مع الحضور.
تتعاون القافلة الثقافية السورية مع الفنانين المختلفين لخلق معرض متعدد التنسيقات. يجمع المعرض الرسامين، والمصورين الفوتوغرافين، إلى جانب الممثلين، وصنّاع الأفلام، والكتّاب، والشعراء، والموسيقيين. الفنانون متنوعون للغاية، فلا يقتصر عملهم على صنع المحتوى فحسب، بل هم أيضاً العمال الفنيون للمعرض وهم من يشرفون عليه بأنفسهم. وكذلك يديرون التواصل بينهم وبين وسائل الأعلام، بالإضافة إلى وجودهم طوال اليوم في المعرض؛ للإجابة عن استفسارات الحاضرين.
في الختام، تؤدي القافلة العروض في أماكن متنوعة، ولا يقتصر نشاطها على العديد من الدول الأوروبية فحسب، بل يصل إلى مدن أساسية، مثل: باريس، وبرلين، وبروكسل، وكذلك بالنسبة للبلدات الصغيرة كمنطقة جارد. في كل من هذه المواقع، يمكن أن يُشيد المعرض في داخل المباني كما في متحف حضارات أوروبا والبحر الأبيض المتوسط (Mucem)، أو في وسط الشوارع والمتنزهات.